# Egyházasdengeleg
Egyházasdengeleg es un pueblo ubicado en el condado de Nógrád, Hungría.

## Superficie
Posee una superficie de 15,74 kilómetros cuadrados.

## Demografía
Hasta 2021 la población era de 393 habitantes, con una densidad de población de 24,96 habitantes por kilómetro cuadrado.